# Чокенешть (Сучава)
Чокенешть, Чокенешті (рум. Ciocănești) — село у повіті Сучава в Румунії. Входить до складу комуни Чокенешть.
Село розташоване на відстані 344 км на північ від Бухареста, 75 км на захід від Сучави, 149 км на північний схід від Клуж-Напоки.

## Населення
За даними перепису населення 2002 року у селі проживали 1110 осіб, з них 1107 осіб (99,7%) румунів. Рідною мовою 1108 осіб (99,8%) назвали румунську.